# Hooverovo moratorium

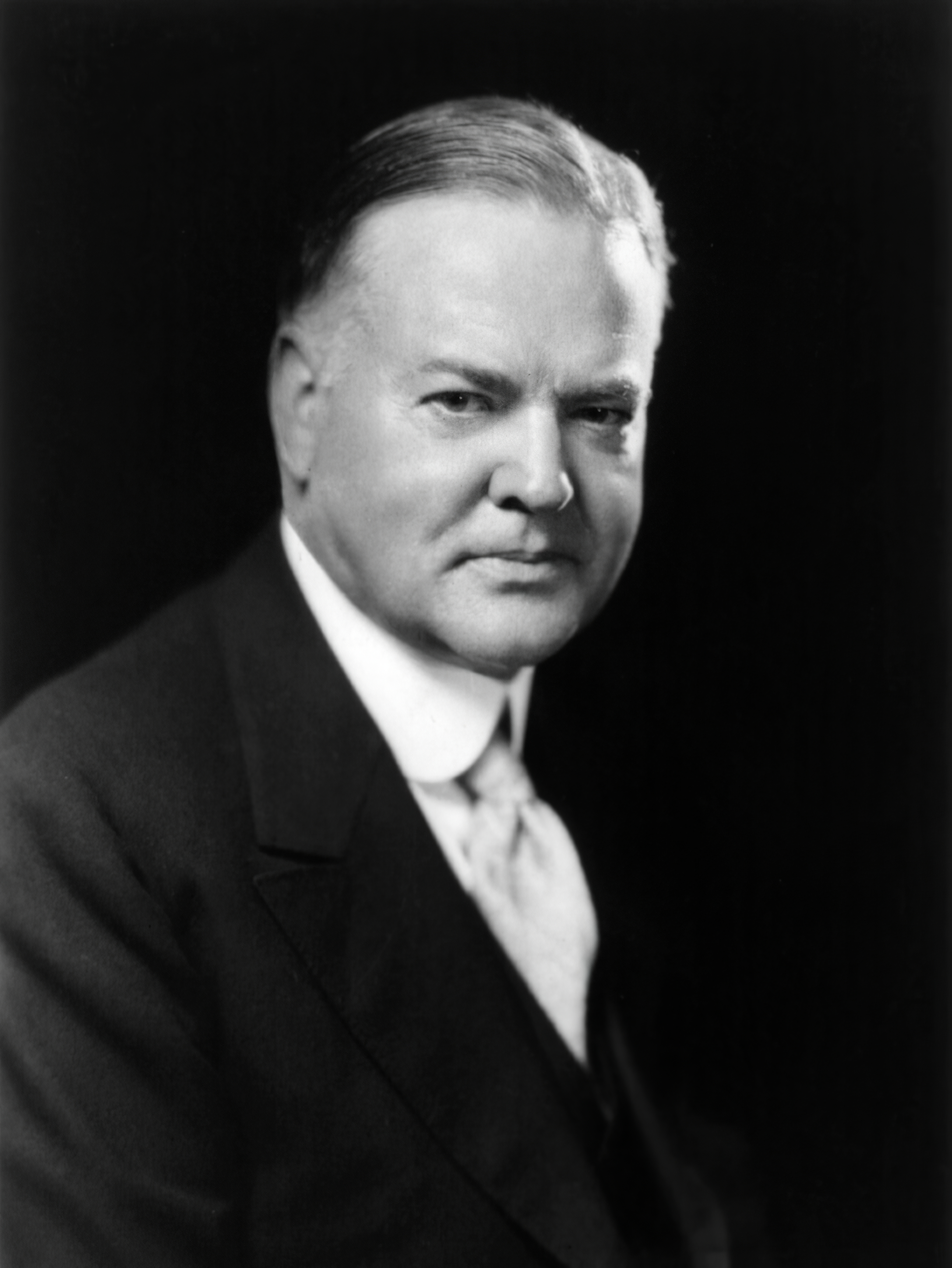
prezident Herbert Hoover

Hooverovo moratorium je dokument vydaný prezidentem USA Hooverem v roce 1931, který odložil placení válečných reparací poražených států z 1. světové války a splácení mezispojeneckých půjček, které splácela většina evropských států USA. Dokument začal platit od 6. července 1931 a jeho platnost měla skončit přesně za rok. Moratorium ale měla za následek kompletní ukončení placení reparací, což si odhlasovaly samy velmoci během konference o reparacích v roce 1932.

## Příčiny
Od roku 1929 probíhala v USA a následně i v Evropě Velká hospodářská krize. Ta měla za následek špatnou finanční situaci evropských států a jejich neschopnosti splácet dluhy a reparace. Když byla situace už neúnosná a ekonomika byla v rozkladu, rozhodla se část evropských představitelů zatlačit na amerického prezidenta Hoovera a vymoct u něj odložení či zrušení dluhů. Prezident jim vyhověl a 20. června 1931 vyhlásil moratorium. O pár dnů později ho velmoci v Evropě schválily a začala běžet roční lhůta na konsolidaci jejich ekonomik.

## Důsledky
I přes odklad splácení dluhů Německo a ostatní státy prohlásily, že jejich podmínky pro splácení jsou stále v hrozném stavu. Ve švýcarském Lausanne se tak sešla konference zemí zainteresovaných ve splácení reparací. Konference nakonec rozhodla bez konzultace s USA o úplném zrušení reparací. Francie si ještě na konferenci zvládla vymoct od Německa závazek k doplacení ještě jednorázové sumy 3 milionů marek. Ta ale kvůli nástupu Hitlera k moci v roce 1933 nebyla nikdy zaplacena.
Německo jakožto stát s největší výší reparací splatilo z původně plánovaných 132 miliard marek "jen" cca 23 miliard.
Ačkoliv konference neschválila zrušení dluhů vůči USA, státy samy přestaly platit. Francie spolu s Belgií přestaly platit už v prosinci 1932 a Británie s Itálií tak učinily taktéž v roce 1933. Posledním dlužníkem, který opravdu splácel, zůstalo Finsko.